# 内山小二郎
内山 小二郎（うちやま こじろう、安政6年10月20日（1859年11月14日） - 1945年（昭和20年）2月14日）は、日本の陸軍軍人、華族。
侍従武官長・第12師団長・東京湾要塞司令官を務め、階級は陸軍大将正二位勲一等功二級男爵に昇る。妻は貴族院議員・呉鎮守府兵器部長田中綱常海軍中将の娘。

## 年譜
- 安政6年（1859年）10月20日 - 鳥取藩士内山覚治の次男として生まれる。
- 1875年（明治8年）6月 - 陸軍幼年学校入学
- 1877年（明治10年）5月 - 陸軍士官学校入学。
- 1879年（明治12年）12月22日 - 陸軍砲兵少尉
- 1879年（明治12年）  - 陸軍士官学校卒業、近衛野砲大隊附
- 1883年（明治16年）2月28日 - 陸軍砲兵中尉 近衛野砲連隊附
- 1886年（明治19年）1月19日 - 陸軍大学校入校
- 1886年（明治19年）6月1日 - 陸軍砲兵大尉
- 1888年（明治21年）11月27日 - 野砲兵第1連隊中隊長
- 1888年（明治21年）11月28日 - 陸軍大学校第4期を首席の成績で卒業
- 1889年（明治22年）12月4日 - 第6師団参謀[1]
- 1891年（明治24年）9月16日 - 陸軍砲兵少佐・野砲兵第4連隊大隊長
- 1893年（明治26年）2月18日 - 第1師団参謀
- 1894年（明治27年）10月  - 日清戦争出征
- 1894年（明治27年）12月5日 - 陸軍砲兵中佐
- 1895年（明治28年）2月27日 - 第1師団参謀長心得
- 1895年（明治28年）5月 - 帰還
- 1895年（明治28年）12月12日 - ロシア公使館附
- 1897年（明治30年）10月11日 - 陸軍砲兵大佐
- 1897年（明治30年）12月10日 - フランス公使館附
- 1901年（明治34年）1月15日 - 野砲兵第15連隊長
- 1901年（明治34年）6月26日 - 陸軍少将、野砲兵第1旅団長[2]
- 1904年（明治37年）4月 - 日露戦争出征
- 1905年（明治38年）1月14日 - 鴨緑江軍参謀長
- 1906年（明治39年）1月30日 - 帰還
- 1906年（明治39年）1月31日 - 参謀本部附
- 1906年（明治39年）2月8日 - ロシア公使館附
- 1907年（明治40年）11月13日 - 陸軍中将・由良要塞司令官
- 1908年（明治41年）12月21日 - 東京湾要塞司令官
- 1909年（明治42年）1月14日 - 第15師団長
- 1912年（大正元年）11月27日 - 第12師団長
- 1913年（大正2年）8月22日 - 侍従武官長
- 1915年（大正4年）8月10日 - 陸軍大将
- 1921年（大正10年）11月26日 - 日清戦争・日露戦争・第一次世界大戦の歴戦の功により男爵の爵位を授けられ華族に列せられる。
- 1922年（大正11年）11月24日 - 待命
- 1923年（大正12年）3月23日 - 予備役編入
- 1925年（大正14年）4月1日 - 後備役編入
- 1929年（昭和4年）4月1日 - 退役
- 1945年（昭和20年）2月14日 - 疎開先の愛知県西加茂郡猿投村四郷で死去[3][4]。葬送にあたり勅使として侍従が派遣され、幣帛の下賜を受けた[5]。

墓所は青山霊園立山墓地。

## 栄典
位階
- 1880年（明治13年）5月31日 - 正八位[6]
- 1883年（明治16年）4月9日 - 従七位[6]
- 1886年（明治19年）11月27日 - 正七位[6][7]
- 1891年（明治24年）12月28日 - 従六位[6][8]
- 1895年（明治28年）3月14日 - 正六位[6][9]
- 1897年（明治30年）10月30日 - 従五位[6][10]
- 1901年（明治34年）9月30日 - 正五位[6][11]
- 1906年（明治39年）10月20日 - 従四位[6][12]
- 1909年（明治42年）3月1日 - 正四位[6][13]
- 1912年（明治45年）3月20日 - 従三位[6][14]
- 1915年（大正4年）8月20日 - 正三位[6][15]
- 1920年（大正9年）8月30日 - 従二位[6][16]
- 1923年（大正12年）4月20日 - 正二位[17]

勲章等
- 1889年（明治22年）11月29日 - 大日本帝国憲法発布記念章[18]
- 1893年（明治26年）5月26日 - 勲六等瑞宝章[19]
- 1895年（明治28年）
  - 9月20日 - 単光旭日章・功四級金鵄勲章[20]
  - 11月18日 - 明治二十七八年従軍記章[21]
- 1896年（明治29年）11月25日 - 勲五等瑞宝章[22]
- 1902年（明治35年）5月31日 - 勲四等瑞宝章[23]
- 1904年（明治37年）11月29日 - 勲三等瑞宝章[24]
- 1906年（明治39年）4月1日 - 功二級金鵄勲章、勲二等旭日重光章、明治三十七八年従軍記章[25]
- 1914年（大正3年）5月16日 - 勲一等瑞宝章[26]
- 1915年（大正4年）
  - 11月7日 - 旭日大綬章、大正三四年従軍記章[27]
  - 11月10日 - 大礼記念章[28]
- 1920年（大正9年）11月1日 - 大正三年乃至九年戦役従軍記章[29]・戦捷記章[30]
- 1921年（大正10年）11月26日 - 男爵[6]
- 1945年（昭和20年）2月14日 - 旭日桐花大綬章[31]

外国勲章等佩用允許
- 1902年（明治35年）6月4日 - フランス共和国：レジオンドヌール勲章コマンドール[32]
- 1908年（明治41年）7月1日 - ロシア帝国：スタニスラス第一等勲章[33]
- 1916年（大正5年）10月29日 - ロシア帝国：白鷲勲章[34]

## 人物像
陸士旧3期の中将、大将の多くが内山、柴五郎の名を友人として挙げている。陸士旧3期のリーダー格は上原勇作であったが、人間関係の輪の中心には内山、柴の両名がいたことは間違いない。個性が強く異なる人物たちと共通の友人であったことは稀有なことである。また、両名は大変長命で上原、秋山好古らをはじめ多くの友人たちの最期を看取ることとなった。

## 親族
- 長男：内山英太郎
  - 長男の英太郎は小二郎の兄定吾の養嗣子となった。英太郎は陸軍中将に進み、第15方面軍司令官、第3・第12軍司令官を務める。
- 次男：内山雄二郎
  - 次男の雄二郎は士官候補生第26期であり、陸軍大尉に進んでいる。
- 三男：内山豪三郎
  - 三男の豪三郎は士官候補生第29期であり、陸軍大佐に進んでいる。
- 四男：井上五郎
  - 四男の五郎は東京帝国大学卒業後、実業家の井上徳三郎の養嗣子となって2代目井上農場主となった。小二郎は井上農場がある愛知県西加茂郡猿投村四郷で死去している。
- 娘
  - 小二郎には三人の娘がおり、それぞれ海軍大将遠藤喜一、海軍大佐山路一行・陸軍大佐奥野一雄に嫁いでいる。
- 兄：定吾
  - 兄の内山定吾は陸軍砲兵少尉である。西南戦争後の処遇に不満を持った将校等が起こした竹橋騒動に参加し、流刑に処せられている。